# 志津川ラジオ中継局
志津川ラジオ中継局（しづがわラジオちゅうけいきょく）は、宮城県本吉郡南三陸町の旧志津川町域にあるラジオ中継局である。

## 概要
- 当中継局には在仙AMラジオ放送局であるNHK仙台第1放送と東北放送が、それぞれ中継局を置いている。
- NHK仙台放送局ラジオ第2は、当地に中継局を置いていない。

## 中継局概要
| 放送局名         | 周波数  | 空中線電力 | 放送対象地域 | 放送区域内世帯数 |
| NHK仙台ラジオ第1 | 981kHz  | 100W       | 宮城県       | 約9800世帯       |
| TBC東北放送      | 1215kHz | 100W       | 宮城県       | 約9800世帯       |

- 所在地： 本吉郡南三陸町志津川字深田16番地